# Third/Sister Lovers
Albums de Big Star
Radio City
(1974) Live
(1992)
Third/Sister Lovers est le troisième et dernier album studio du groupe Big Star, sorti en 1978.

## L'album
Big Star enregistra cet album en 1974 son troisième et dernier album (avant la reformation en 2005) mais il ne sortit qu'en 1978, notamment parce que le chanteur Alex Chilton semblait en pleine dépression. Pendant des années l'album n'a pas le droit à une édition convenable en raison de nombreux désaccords sur l'ordre des titres et des versions piratés ont envahi le marché. En 1992, Rykodisc publie enfin une version définitive.
En 2012, l'album est classé à la 449 de la liste du magazine Rolling Stone des 500 plus grands albums de tous les temps.

### Titres
Toutes les chansons sont d'Alex Chilton, sauf mentions.

#### Édition, Rykodisc 1992
1. Kizza Me (2:44)
2. Thank You Friends (3:05)
3. Big Black Car (3:35)
4. Jesus Christ (2:37)
5. Femme Fatale (3:28) (Lou Reed)
6. O, Dana (2:34)
7. Holocaust (3:47)
8. Kangaroo (3:46)
9. Stroke It Noel (2:04)
10. For You (2:41) (Jody Stephens (en))
11. You Can't Have Me (3:11)
12. Nightime (2:53)
13. Blue Moon (2:06)
14. Take Care (2:46)
15. Nature Boy (2:30) (eden ahbez)
16. Till the End of the Day (2:13) (Ray Davies)
17. Dream Lover (3:31)
18. Downs (1:43) (Chilton/Lesa Alderidge)
19. Whole Lotta Shakin' Goin On (3:20) (Dave Williams)

### Musiciens
- Alex Chilton : voix, guitare, clavier
- Jody Stephens : batterie, voix
- Lesa Aldridge : voix
- Lee Baker : guitare
- Jim Dickinson : basse, batterie
- Steve Cropper : guitare
- Richard Rosebrough : batterie
- William Murphey : basse
- Tarp Tarrant : batterie
- Jimmy Stephens : basse
- Tommy Cathey : basse
- Tommy McClure : basse
- Carl Marsh : synthétiseur, arrangement string